# 工業團地站
工業團地站（日语：／ Kōgyōdanchi eki */?）是位於日本高知縣宿毛市平田町，隸屬於土佐黑潮鐵道（日语：土佐くろしお鉄道）的鐵路車站。車站編號為TK44。由於車站所在位置及附近皆為宿毛市工業園區，包括四國Meikoh、藤本電器、TANAC、高知旭光精工等專門生產金屬製品及電子光學產品的工房都在此落戶，所以站名亦採用「工業團地」為名。
本站和鄰站平田站只相差600米，是整條宿毛線中距離最短的路程。

## 車站結構
由於整個工業團地均建於小山丘上，車站及周邊路軌其實是也是借開鑿山坡所造成的山坳所建，並於山坡上搭建了一座金屬製樓梯、連接山坡上方的車行道。車站自設計起便採用簡易車站的模式設作，不設立站房。
入口處兩邊各設有一座有蓋單車停泊場。

### 月台配置
站內設有1座側式月台，月台的有效長度為2輛，列車無法在此站進行交換。候車室設於樓梯旁邊。
列車進站時，往宿毛方向為右側上落，往中村方向為左側上落。
| 路線    | 方向 | 目的地         |
| ------- | ---- | -------------- |
| ■宿毛線 | 下行 | 宿毛方向       |
| ■宿毛線 | 上行 | 中村、窪川方向 |

## 歷史
- 1997年10月1日：隨宿毛線開通而開業。

## 使用狀況
根據國土交通省「國土數值情報」，以下為1日平均上下車人次：
| 年度 | 1日平均 乘降人次 | 1日平均 乘降人次 |
| ---- | ---------------- | ---------------- |
| 2011 | 42               |                  |
| 2012 | 38               |                  |
| 2013 | 50               |                  |
| 2014 | 36               |                  |
| 2015 | 55               |                  |
| 2016 | 25               |                  |
| 2017 | 24               |                  |
| 2018 | 33               |                  |
| 2019 | 20               |                  |
| 2020 | 13               |                  |
| 2021 | 27               |                  |
| 2022 | 28               |                  |

## 相鄰車站
土佐黑潮鐵道
■宿毛線
■特急「足摺」6、7號，「四萬十」4號
通過
■普通
有岡（TK43）－工業團地（TK44）－平田（TK45）

## 外部連結
- 土佐黑潮鐵道工業團地站官方網頁